# Zákaznický integrovaný obvod

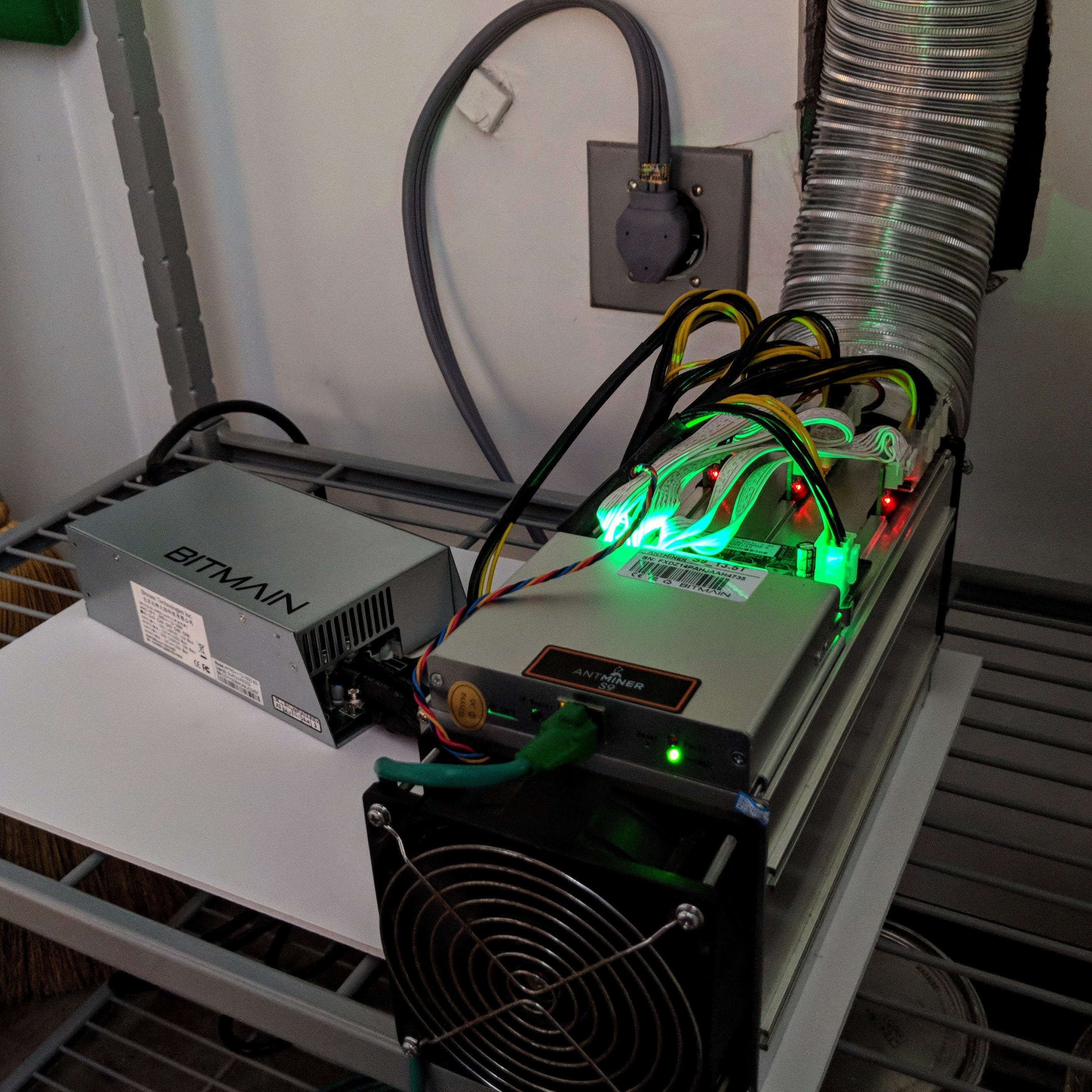
Pro těžbu kryptoměn se mohou použít i takzvané ASIC minery přímo navržené pro tento účel (na obrázku je Bitmain Antminer S9)

ASIC (anglicky Application Specific Integrated Circuit), nazývaný i zákaznický integrovaný obvod, je integrovaný obvod navržený a vyráběný pro určitou specifickou aplikaci.
I když v širším slova smyslu může pojem zákaznický integrovaný obvod zahrnovat i programovatelné obvody – například FPGA, CPLD a mikrokontroléry – naprogramované konkrétním firmwarem pro danou aplikaci, v praxi se pojem ASIC používá jen pro integrované obvody navržené a vyráběné speciálně pro konkrétní použití.
ASIC jsou většinou čistě digitální obvody ve standardní křemíkové CMOS technologii, někdy se však navrhují i smíšené ASIC obvody obsahující digitální i analogové obvody a využívají se zvláštní technologie jako jsou např. obvody na bázi GaAs.
ASIC se nejčastěji používají tam, kde jde o hromadnou výrobu obrovských sérií (milióny) stejných výrobků, tj. ve spotřební elektronice (mobilní telefony), někdy i v průmyslové elektronice a v telekomunikacích. Zvláštní skupinu použití ASIC tvoří unikátní aplikace (výzkum, měřicí přístroje atd.), kde by požadovaných parametrů nebylo možné dosáhnout jinou technologií, např. sestavením obvodu z diskrétních prvků – diskrétních (elektronických) součástek.

## Návrh
Na návrh ASIC se používají stejné metody jako na návrh jiných integrovaných obvodů. Nejdříve se CAD prostředky navrhne samotný elektrický obvod a odsimuluje se jeho činnost, případně se postaví prototyp z diskrétních součástek. Potom se za pomoci počítačových „překládacích“ prostředků převede návrh na rozložení jednotlivých prvků (hlavně tranzistorů) a jejich propojení na samotném čipu (layout). Někdy následuje další simulace, hlavně kvůli časovaní kritických částí obvodu. Potom se obvod zadá do výroby, která trvá několik týdnů. Vyrobené prototypy se proměřují a je ověřována jejich správná funkce.
Návrhu ASIC může předcházet fáze prototypování, která je realizována přes FPGA nebo CPLD, případně RISC. Teprve dojde-li k validaci prototypu, zpravidla obchodní odezvy, přistoupí se k návrhu konkrétního ASIC obvodu.

## Zjednodušující metodiky

### Metoda standardních buněk
Při této metodě se nenavrhuje ASIC od úrovně tranzistorů, ale využívá se knihovna hotových obvodových prvků, např. hradla, klopné obvody, vstupní a výstupní obvody atd. Výsledný obvod se pak skládá z takovýchto buněk. Tím se zjednodušuje návrh rozložení (layout) obvodu a je snazší otestovat správné časování, když se v simulaci pracuje už jen s buňkami jako celkem a ne s jednotlivými prvky (tranzistory).

### Hradlová pole
Tato metoda využívá už navržené rozložení základních logických buněk (hradel, klopných obvodů), a samotný návrh sestává z definovaní jejich vzájemného propojení. I když tento přístup je v určitém směru omezující a využije se jen část předpřipravených buněk, překvapivě je levnější alternativou než standardní návrh. Je to proto, že je možné předem hromadně vyrobit wafery s čipy obsahující hradlové pole bez propojení, a zákaznicky se vytvoří jen poslední metalizační vrstva, kterou se určí propojení.

### Funkční bloky
V mnoha ASIC se používají velké funkční bloky, které mají poměrně složitou funkci, např. zabudovaný mikrokontrolér nebo DSP, paměť RAM nebo ROM, UART, řadič Ethernet apod. Tyto bloky jsou nabízeny jako celky (v podobě „syntetizovatelného“ předpisu) mnohými menšími firmami a společně jsou označované jako Intellectual Property (IP) (všeobecný pojem, který má však v tomto kontextu výše uvedený konkrétní význam).

## Porovnání s alternativními možnostmi
I když se často pokládá za příčinu použití ASIC jejich rychlost, ve skutečnosti je rychlost, s jakou se logické operace provádějí, podstatná jen v některých aplikacích. Rozhodujícím faktorem je hospodárnost výroby, a ta se v miliónových množstvích někdy projevuje nečekaným způsobem. Někdy se vyplatí zaintegrovat několik poměrně běžných obvodů do jednoho, jenom aby se ušetřila plocha desky plošných spojů a počet osazovaných obvodů. Někdy je dokonce výhodné podstoupit komplikace například při integraci analogových a digitálních obvodů, aby se dosáhlo jednočipové řešení.
ASIC mají velmi vysoké fixní (jednorázové) náklady. Příprava výroby (jedna sada masek) stojí v závislosti na technologii několik set tisíc dolarů, návrhové a testovací prostředky stojí další statisíce až milióny, a nezanedbatelné jsou i mzdové náklady na vysoce kvalifikované návrháře. Samotné výrobní náklady jednotlivých čipů jsou naopak velmi nízké (i když se v závislosti na použité technologii, velikosti čipu a druhu pouzdra mohou pohybovat v rozmezí několika řádů), takže když se fixní náklady „rozpustí“ ve velkém množství čipů, výsledná cena za kus může být velmi příznivá.
V mnoha aplikacích, pokud se týká rychlosti a hustoty integrace, mají FPGA a CPLD potenciál nahradit ASIC. Oproti ASIC však mají typicky vyšší spotřebu při stejné funkci, což u větších obvodů přináší i problémy s chlazením. Fixní náklady jsou menší o přípravu sady masek a návrhové prostředky bývají též o něco lacinější, ale cena jednotlivých čipů je poměrně vysoká a k ní je třeba přičíst i náklady na programování a značení. FPGA a CPLD však mají obrovskou výhodu v možnosti provádět vývoj a testování přímo na finálním hardwaru, navíc i v případě proniknutí chyby do již prodávaného produktu je ještě možnost nápravy (i když rozhodně není laciná) přeprogramovaním v provozu.
Zajímavou možností je i možnost konverze návrhu v FPGA do ASIC, kterou kromě výrobců FPGA nabízejí i nezávislé společnosti. To umožňuje spojit výhody FPGA v malosériové výrobě s výhodou ASIC pro velké série, pokud se ukáže, že produkt úspěšný, a návrh je už stabilní.
Mikrokontroléry a DSP nepředstavují přímou konkurenci ASIC, ale v některých aplikacích, kde není vyžadovaný vysoký výkon nebo speciální funkce, mohou představovat alternativní řešení. Cena mikrokontrolérů se v současnosti pohybuje velmi nízko a návrhové prostředky jsou laciné, přičemž platí i výhoda přeprogramovatelnosti v aplikaci podobně jako u FPGA/CPLD.